# Krokgylet (Kyrkhults socken, Blekinge)
Krokgylet är en sjö i Olofströms kommun i Blekinge och ingår i Skräbeåns huvudavrinningsområde.